# Aheu jezik
Aheu jezik (phon soung, so, sotawueng; ISO 639-3: thm), jezik u Indokini, kojim govori oko 2 500 ljudi iz plemena Thavung s rijeke Theun (oko 500), Phonsung (Phon Soung, Phon Sung; 500), južno od Thavunga i Kha Tong Luang (200) uz vijetnamsku granicu u provinciji Khammouan. Ova plemena etnički i kulturno predstavljaju jednu skupinu i govore jednim jezikom koji se zove aheu
Arem je jedini predstavnik podskupine thavung koja čini dio šire skupine viet-muong. 750 govornika u Tajlandu (Ferlus 1996), 1 770 u Laosu (2000). Thavungi imaju 3 sela u provinciji Sakonnakhon (Tajland)

## Vanjske poveznice
- Ethnologue (14th)
- Ethnologue (15th)